# 1&1 AG
1&1 AG é uma companhia alemã de serviços de telecomunicações, foi fundada em 1988 e com sede em Montabaur, Renânia-Palatinado na Alemanha e listada no TecDAX.
Em dezembro de 2024, a 1&1 tinha 16,39 milhões de contratos com clientes, os principais concorrentes da 1&1 são a Deutsche Telekom, a Telefónica Deutschland e a Vodafone Deutschland.
Em 6 de janeiro de 2025, a empresa de internet alemã United Internet era a maior acionista da 1&1 com 78,32% das ações totais.

## História
Ela foi fundada pelo empresário alemão Ralph Dommermuth em 1988 com o nome de 1&1 EDV-Marketing GmbH na cidade de Montabaur e oferecia serviços de marketing sistematizados para empresas de TI e desenvolvedores de software.
Entre os anos de 1989 e 1990, ela entra no mercado de teletexto e amplia suas operações de marketing e tendo entre seus clientes o ministério das comunicações da Alemanha, ainda no mesmo ano ela passa a prestar serviços para grandes empresas globais de tecnologia como a Apple, IBM e Microsoft.
Em 1992, a 1&1 lança o T-Online (então conhecido como BTX) como uma plataforma de serviço online e onde milhões de usuários de computadores iniciaram sua jornada na internet, e o T-Online se torna o principal serviço de internet da Europa.
Em 1996 ela lança o seu serviço de acesso a internet.
Em março de 1998 abre seu capital na Bolsa de valores de Frankfurt e a 1&1 se torna a primeira companhia de internet alemã ser listada na Bolsa de Frankfurt. A 1&1 AG & CO. KGaA, agora pública, passa a ser chamada de United Internet AG em 2000 e, como um grupo controlador, torna-se o conglomerado por trás de 17 empresas independentes. A prestação de serviços de conexão à internet continua sendo realizada pela tradicional marca 1&1.
Em 1999 é inaugurado o primeiro data center da empresa.
Em 2000, a 1&1 começa a operar no mercado de DSL na Alemanha.
Em 2004, durante a CeBIT daquele ano, a empresa anuncia sua entrada na telefonia DSL através de Voz sobre IP e lança uma série de inovações. Além disso, a 1&1 firma um acordo com a Deutsche Telekom para revender acesso DSL via Bitstream. Alguns meses depois, a 1&1 lança o DSL Plus, que oferece pela primeira vez conexões DSL e tráfego de dados de maneira unificada.
Em 2005, a 1&1 lança o primeiro serviço de tarifa fixa de telefonia DSL em território alemão, em dezembro do mesmo ano a empresa alcança 1 milhão de clientes de telefonia DSL.
Em 2008, a 1&1 e a Deutsche Telekom assinam um contrato de cooperação para VDSL de alta velocidade.
Em maio de 2009, a 1&1 compra o negócio de DSL da Freenet AG por 123 milhões de euros e migra cerca de 700.000 contratos antigos de DSL da Freenet.
Em 2010, a "1&1 e Vodafone firmam o primeiro acordo MVNO (Operadora móvel virtual) em nível nacional na Alemanha. Com isso, a 1&1 poderá disponibilizar seus próprios planos de dados móveis, utilizando a infraestrutura da Vodafone.
Em novembro de 2012, a United Internet AG, proprietária da 1&1, compra uma parte estratégica de 25,1% na empresa de fibra ótica e telecomunicações focada em clientes empresariais Versatel por 59,8 milhões de euros.Em setembro de 2014, a KKR vendeu a participação de 74,9% das ações da Versatel para a United Internet por 1,25 bilhão de euros e passou a deter 100% da Versatel.
Em 2013 foi fechada uma parceria com a Telefónica Deutschland para serviços de telefonia móvel. Através de um contrato MVNO, a 1&1 obteve acesso às capacidades de rede da Telefónica, podendo utilizá-las para seus próprios serviços e aplicações.
Com a compra da principal operadora de fibra ótica Versatel pela United Internet em 2012, a 1&1 passa a ter acesso direto a uma das maiores infraestruturas de fibra da Alemanha. Em seguida, a Versatel é renomeada para 1&1 Versatel.
Em 2015 a planos de DSL para clientes empresariais. Pequenas empresas, autônomos e freelancers, no mesmo ano a 1&1 inaugura seu novo centro de logística em Montabaur.
Em 2016 A 1&1 Internet SE se divide em duas empresa de segmentos de negócios diferentes: a 1&1 Telecommunications SE, que continua operando o setor de DSL e telefonia móvel, e a divisão internacional de Business Applications, sob a marca atual Ionos, voltada para hospedagem e serviços em nuvem.

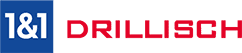
Antigo logotipo da 1&1 Drillisch

Em 2017, a 1&1 Telecommunication SE e a Drillisch AG se fundiram para criar a 1&1 Drillisch e que passou a ser a quarta maior empresa do setor de telecomunicações da Alemanha, para que a união das companhias acontecesse, a proproetiaria da 1&1, a United Internet desembolsou 2,8 bilhões de euros para comprar a Drillisch e  integrá-la com a 1&1.
Em 2019, a 1&1 venceu um dos leilões de frequências 5G na Alemanha, a rede da empresa completamente virtualizada e baseada na tecnologia OpenRAN.
Em fevereiro de 2020, a 1&1 se torna patrocinadora principal e de camisas do clube de futebol Borussia Dortmund, a partir da temporada 2020-2021.
Em 2021, a 1&1 firma um contrato de roaming nacional com a filial alemã da Telefónica para ampliar a rede de cobertura da companhia, enquanto a rede móvel baseada na tecnologia OpenRAN estava em construção, no mesmo ano a empresa virou parceira da equipe de Fórmula 1 Haas F1 Team.
Em 2023, a 1&1 se tornou a primeira operadora de telecomunicações Europeia a operar uma rede móvel totalmente virtualizada e baseada na nova tecnologia Open RAN.

## Produtos
- Telefonia fixa[3]
- Telefonia móvel[3]
- Internet banda larga fixa[3]
- Internet móvel[3]
- TV via internet[3]
- Aplicativos para casa inteligente & rede doméstica[3]
- VoIP & telefonia IP[3]

## Marcas
- 1&1[3]
- WinSIM[3]
- Sim.de[3]
- yourfone[3]
- smartmobil.de[3]
- simply[3]
- PremiumSIM[3]
- DeutschlandSIM[3]